# Svobodné Frísko
Svobodné Frísko, resp. Fríská svoboda (západofrísky Fryske frijheid, sater-frísky Fräiske Fräiegaid, nizozemsky Friese Vrijheid, německy Friesische Freiheit), byla středověká konfederace a autonomní stát germánského národa Frísů ve Svaté říši římské v období od 9. století do roku 1498 na pobřeží historického území Fríska o velikosti dnešních nizozemských provincií Friesland (Frísko), Groningen, Západní Frísko a německého Východního Fríska. Státní celek se vyznačoval neobvyklou absencí feudalismu a v kontrastu s ostatními evropskými feudálními státy fungoval jako spolek fríských měst a rodů, v mnohém blízké republice. Fríská svoboda zanikla po občanské válce mezi dvěma frakcemi fríské šlechty roku 1498.

## Autonomie a vládní instituce

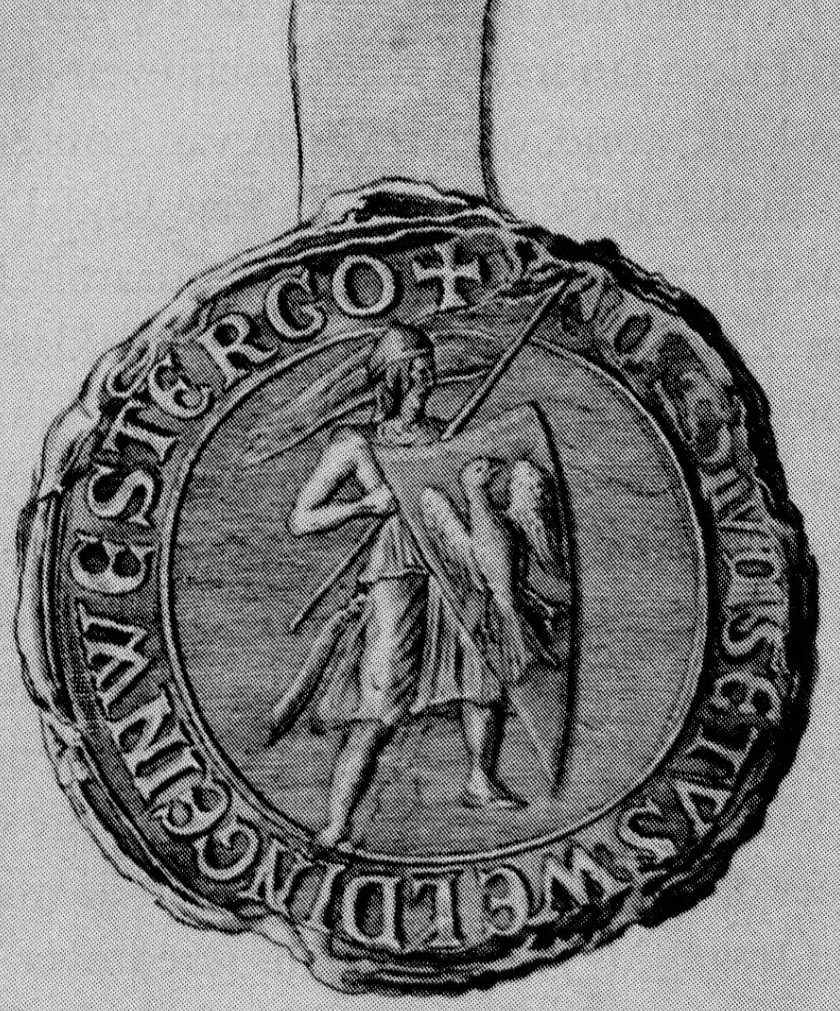
Legendární první potestaat Magnus Forteman, pečeť z roku 1270

Země Fríské svobody sice náležely, jako mnohé jiné, ke Svaté říši římské, ale zůstaly nejen bez panovníka, ale i bez lenního systému typického pro západní Evropu. Neexistovalo zde nevolnictví, ani nevznikl rytířský stav. Příčinou byl hluboce zakořeněný společenský systém Frísů, ve kterém politicky vlivnou nejvyšší společenskou vrstvu zastávali náčelníci (häuptling) se svými rodinami, ti představovali frískou šlechtu. Vyšší společenskou třídu představovali městští úředníci zvaní aldermen a vládu tvořila rada volených velitelů (haedlingen, latinsky consules, konzulové), jehož členové zpravidla pocházeli z řad majetných vlastníků půdy. Hlavou státu byl zvolený guvernér zvaný potestaat. Dějiny svobodného Fríska jsou protkány spory o fríská práva a svobody. Zavedený fríský systém bránil tomu, aby se celek stal běžnou feudální monarchií a byl podnětem pro povstání.

## Historie

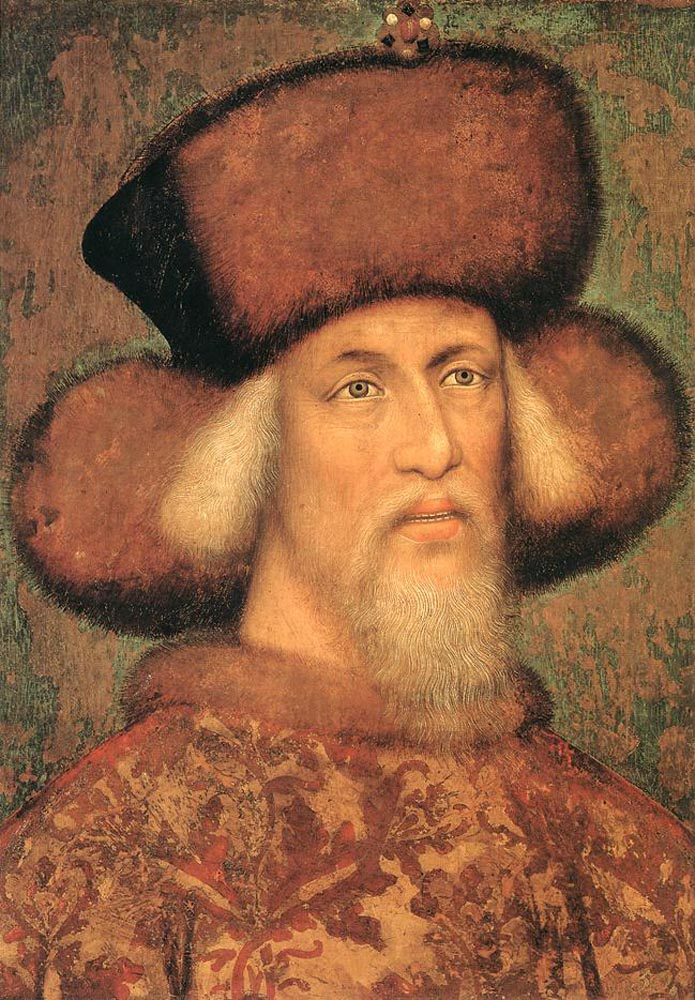
Zikmund Lucemburský stvrdil práva Frísů

Počátek vzniku fríského státu sahá do 9. století, někdy kolem roku 800, kdy se ozbrojeným Frísům, náležejícími tehdy k Franské říši, podařilo odrazit nájezd severských vikingů, ale k faktickému zformování fríské konfederace došlo až později po událostech let 993 a 1101, kdy holandská hrabata, ve snaze přinutit Frísy k poslušnosti a poddanství k hrabství, zaplatila vlastními životy při jejich opakovaném povstání. Za to, že Frísové pomáhali římskému vzdorokráli Vilému II. v jeho obléhání Cách, získali posléze od něj uznání práv na svobodu. Ty sice později zrušil císař Ludvík IV. Bavor a Frísko přiřkl Holandskému hrabství, ale roku 1417 byla práva Frísů znovu stvrzena císařem Zikmundem Lucemburským. Frísko muselo čelit snahám o podmanění ze strany svých sousedů jako bylo Holandsko či Henegavsko, v letech 1256–1422 probíhala frísko-holandská válka. Ve 14. století se tito oponenti octli pod nadvládou vévodů burgundských, také Frísko se stalo součástí svazku Burgundského Nizozemí.

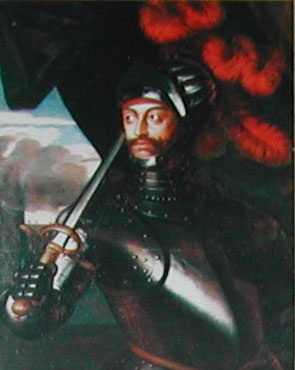
První východofríský hrabě Oldřich I.

Roku 1464 jeden z nejmocnějších východofríských náčelníků, Oldřich I., reorganizoval východní území do hrabství Východní Frísko a tím nastolil feudální způsob vlády na východě, skončila tak Fríská svoboda v tomto hrabství. Později Západní Frísko, tedy zbylou část spolku, zachvátila občanská válka mezi dvěma mocnými frakcemi fríské šlechty (Schieringers, Vetkopers). Roku 1498 situaci vyřešil Maxmilián Habsburský svěřením správy země saskému vévodovi Albrechtovi III. s podporou frakce Šieringerů. Od roku 1504 platilo v zemi Saské právo. Také Sasové se v Západním Frísku snažili o nastolení feudalismu, ale místní haedlingen odmítli uvedení do šlechtického stavu. Roku 1514 vpadl do Fríska geldernský vévoda Karel II. se záminkou osvobození země od Sasů a obnovení Fríské svobody.

## Pozdější povstání a zánik svobod

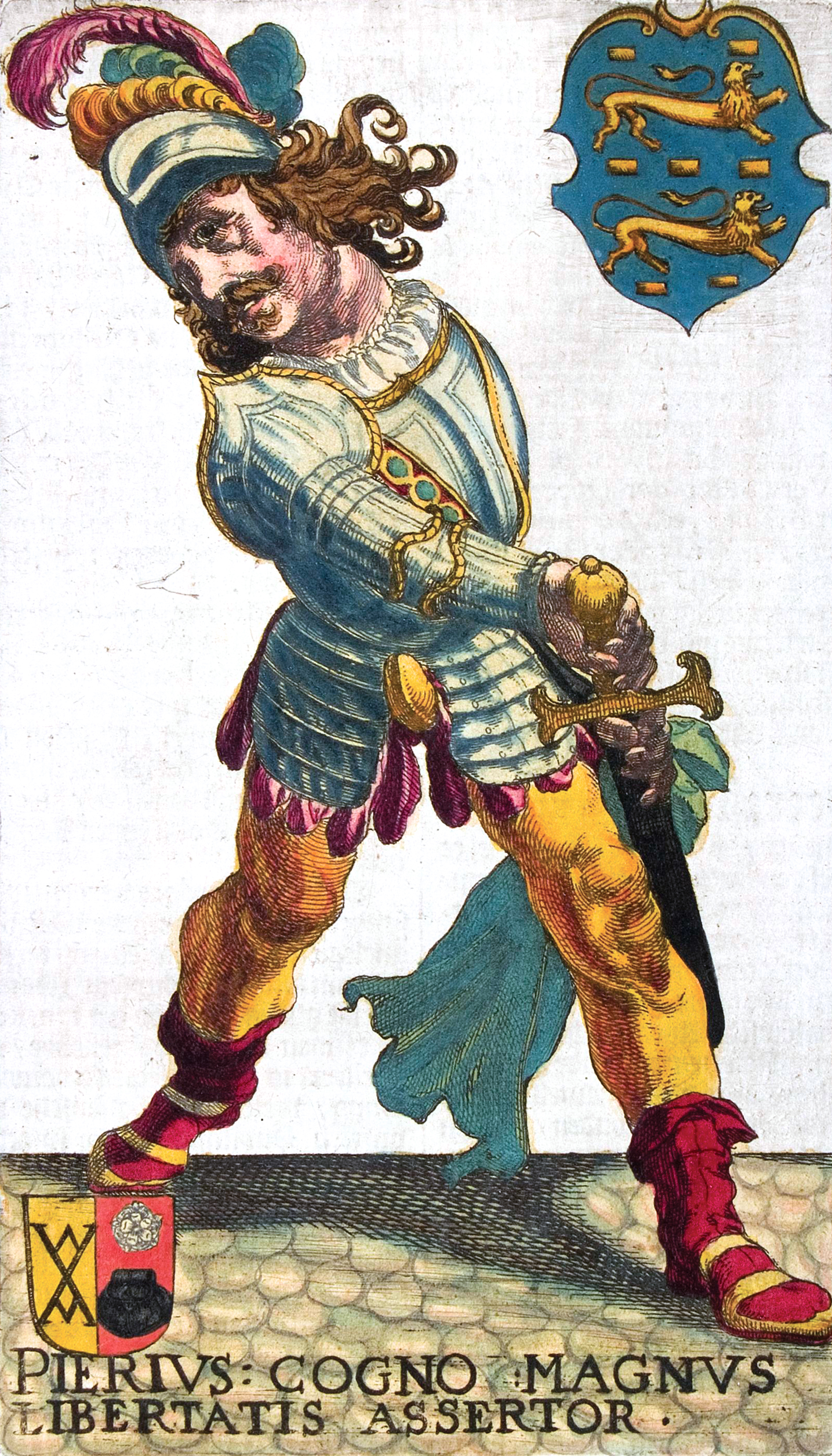
Vůdce povstání Pier Gerlofs Donia

Poslední tečkou za fríské práva a svobody bylo nezdařilé selském povstání Frísů proti místním autoritám. Po několika vítězstvích povstalců, dobytí dvou holandských hradů a města Medemblik, byli do konfliktu zataženi samotní Habsburkové, kteří tehdy ovládali Říši, resp. konflikt se týkal Habsburského Nizozemí. Válka mezi povstalci a císařem Karlem V. trvala osm let (1515–1523). Povstalecká armáda zvaná Arumer Zwarte Hoop (Černá armáda z Arumu) byla složena asi ze 4 000 selských vzbouřenců a žoldnéřů z Fríska a Geldernu. Poslední odpor byl definitivně poražen roku 1523, zbylí povstalci včetně jejich vůdce, který se jmenoval Wijerd Jelckama, byli popraveni stětím. Po potlačení povstání bylo Frísko rozděleno na několik menších feudálních panství.